# Priobalje
Priobalje je dio mora, jezera ili rijeke uz obalu. To je područje obale koje se proteže od crte visoke vode (plime ili visokog vodostaja) do crte niske vode (oseke ili niskog vodostaja). No, izraz "priobalje" se koristi i za područja koja mogu biti znatno udaljena od područja između plime i oseke (na moru) ili između visokog i niskog vodostaja (na rijekama i jezerima) i ne postoji jedinstvena definicija značenja toga izraza.
U hrvatskom jeziku, osim riječi priobalje, često se koristi i riječ litoral ili litoralno područje što dolazi od latinske imenice "litus, litoris" što znači "obala".

## Terminologija
Priobalje (litoral) je podijeljeno na više mikroregija koje, zavisno od toga o kojem se okružju radi (more, rijeka ili jezero), mogu biti različite. Tako npr. priobalje u jezerima obuhvaća priobalnu terasu do 30 metara dubine, a u plićim jezerima i manje. Isto tako, značenje izraza "priobalje" ili "litoral" u različitim dijelovima svijeta ili u različitim znanstvenim disciplinama može biti različito. Na primjer, u ratnoj mornarici se govori o "priobalju" ili "litoralnom području" koje je po svom značenju znatno drugačije od onog kako ga definiraju i shvaćaju pomorski biolozi.
Priobalje obilježavaju gibanje vode, erozija, jaka sedimentacija, kolebanje temperature i bogatstvo biljnog i životinjskog svijeta. Sve to često stvara posebne mikroklimatske uvjete pogodne za razvoj jedinstvenih vrsta organizama.

## Vojno shvaćanje priobalja
U svrhu planiranja i izvođenja pomorskih operacija priobalje (litoral) se definira kao područje mora koje treba nadzirati s ciljem potpore kopnenim operacijama i područje kopna koje se može neposredno nadzirati i braniti s mora. Veličina toga područja zavisi o više čimbenika kao što su razvedenost obale, vrsta naoružanja u uporabi i sl.

## Ostale definicije

### Supralitoral
Supralitoral je prva po redu stepenica priobalja (litorala) od kopna prema moru (supralitoral, mediolitoral, infralitoral i cirkalitoral). Stalno je izvan vode, a more ga vlaži samo prskanjem i razlijevanjem valova. Visina te stepenice varira, ovisno o izloženosti obale, od pola metra na zaštićenim mjestima pa do nekoliko metara u visinu ako je obala izložena vjetru koji nosi kapljice mora. Tu se nastanjuju organizmi prilagođeni ekstremnim i promjenjivim životnim uvjetima.

### Mediolitoral
Mediolitoral ili eulitoral je druga po redu stepenica priobalja (litorala). To je područje izmjene plime i oseke koje se proteže od gornje granice visoke plime do donje granice normalne oseke. Za vrijeme plime uronjen je u more, a za oseke je izvan mora, pa ekološki faktori (temperatura, vlažnost, osvijetljenost i dr.) u tom području jako variraju.

### Sublitoral
Sublitoral je naziv za morsko priobalno (litoralno) područje koje je stalno pod morem.  U oceanografskom smislu, sublitoral obuhvaća priobalje (litoral) na koje značajno utječu morske mijene i na kojima dolazi do gubitka energije valova, morskih struja i sl., a koje se ponekad proteže do dubine od 200 m (epikontinentalna orubina).
U pomorskoj biologiji sublitoral se shvaća kao područje mora do dubina na kojima sunčevo svjetlo dopire do morskog dna u kojemu živi najveći broj morskih organizama. Unutar sublitorala biolozi razlikuju dva priobalna morska područja, i to:
- Infralitoral i
- Cirkalitoral.

#### Infralitoral
Infralitoral je treća po redu stepenica priobalja (litorala). Proteže se od donje granice oseke pa do dubine od oko 50 metara (može biti plići ili dublji ovisno o prodoru svjetla). To je područje fotofilnih alga koje se razvijaju na stjenovitoj podlozi i morskih cvjetnica na pomičnoj podlozi.

#### Cirkalitoral
Cirkalitoral je četvrta po redu stepenica priobalje (litorala). Proteže se od donje granice rasprostranjenosti fotofilnih alga i morskih cvjetnica pa do dubine do koje se razvijaju scijafilne alge, obično od 120 do 200 metara dubine. Ispod 200 metara svjetlost koja prodire više nije dovoljna za fotosintezu pa ni razvoj alga više nije moguć. S dubinom se broj biljnih vrsta smanjuje, a životinjskih povećava.

## Vanjske poveznice
- Litoralno ratovanje: karakteristike, operativni koncept i tehnički zahtjevi  Arhivirana inačica izvorne stranice od 18. svibnja 2010. (Wayback Machine), članak
- Ekologija, skripta studija "Biologija i ekologija mora" sveučilišta u Splitu
- Kazalo pojmova  Arhivirana inačica izvorne stranice od 16. kolovoza 2011. (Wayback Machine)

Sestrinski projekti
|  | Zajednički poslužitelj ima još gradiva o temi Priobalje |